# Clefmont
Clefmont är en kommun i departementet Haute-Marne i regionen Grand Est (tidigare regionen Champagne-Ardenne) i nordöstra Frankrike. Kommunen ligger i kantonen Clefmont som tillhör arrondissementet Chaumont. År 2022 hade Clefmont 155 invånare.

## Befolkningsutveckling
Antalet invånare i kommunen Clefmont
| Referens: INSEE |